# Liste der Biografien/Rul
Liste der Biografien |
Portal Biografien |
Personensuche
# |
A |
B |
C |
D |
E |
F |
G |
H |
I |
J |
K |
L |
M |
N |
O |
P |
Q |
R |
S |
T |
U |
V |
W |
X |
Y |
Z |
?
 
Ra |
Rb |
Rd |
Re |
Rh |
Ri |
Rj |
Rk |
Rl |
Rm |
Rn |
Ro |
Rr |
Rs |
Rt |
Ru |
Rv |
Rw |
Rx |
Ry |
Rz
 
Rua |
Rub |
Ruc |
Rud |
Rue |
Ruf |
Rug |
Ruh |
Rui |
Ruj |
Ruk |
Rul |
Rum |
Run |
Ruo |
Rup |
Rur |
Rus |
Rut |
Ruu |
Ruv |
Ruw |
Rux |
Ruy |
Ruz
Die Liste der Biografien führt alle Personen auf, die in der deutschsprachigen Wikipedia einen Artikel haben. Dieses ist eine Teilliste mit 87 Einträgen von Personen, deren Namen mit den Buchstaben „Rul“ beginnt.

## Rul

### Rula
- Rüland, Angkana (* 1987), deutsche Mathematikerin und Hochschullehrerin
- Ruland, Anton (1809–1874), deutscher katholischer Priester, Bibliothekar und Politiker
- Ruland, Bernd (1914–1976), deutscher Journalist und Autor
- Ruland, Carl (1834–1907), deutscher Kunst- und Literaturhistoriker
- Ruland, Carl Günther (1874–1962), deutscher Politiker (DNVP, CDU), MdV
- Ruland, Christoph (* 1949), deutscher Informatiker und Hochschullehrer
- Ruland, David (* 1979), deutscher Schauspieler
- Rüland, Dorothea (* 1955), deutsche Wissenschaftsadministratorin, ehemalige Generalsekretärin des DAAD
- Ruland, Franz (1901–1964), saarländischer Politiker (CVP), MdL, MdB
- Ruland, Franz (* 1942), deutscher Jurist, Geschäftsführer des Verbandes Deutscher Rentenversicherungsträger
- Ruland, Fritz (1914–1999), deutscher Radrennfahrer
- Ruland, Hans (1948–2006), deutscher Jazzautor und -journalist
- Ruland, Harmi (1892–1982), Textildesignerin und Hochschullehrerin
- Ruland, Heiner (1934–2017), deutscher Komponist und Musiktherapeut
- Ruland, Heinrich (1852–1930), deutscher Jurist und Politiker, MdL
- Ruland, Heinz (1893–1974), deutscher Grafiker
- Ruland, Herbert (* 1952), deutscher Buchautor und Historiker
- Ruland, Johann Gerhard (1785–1854), deutscher Maler und Lithograf
- Ruland, Johann Seger (1683–1745), deutscher Kaufmann, Apotheker, Weinbauer
- Ruland, Johannes (1744–1830), deutscher Maler, Zeichner und Kupferstecher
- Ruland, Johannes (1939–2020), deutscher Unternehmer und Manager
- Rüland, Jürgen (* 1953), deutscher Politologe
- Ruland, Jürgen (* 1966), deutscher Immunologe und Onkologe
- Ruland, Ludwig (1873–1951), deutscher katholischer Geistlicher und Moraltheologe
- Ruland, Marc (* 1981), deutscher Politiker (SPD), MdL Rheinland-Pfalz
- Ruland, Martin der Ältere (1532–1602), deutscher Arzt, Alchemist und Gräzist
- Ruland, Martin der Jüngere (1569–1611), deutscher Arzt und Alchemist
- Ruland, Stefan (* 1980), deutscher Politiker (CDU), MdL
- Ruland, Tina (* 1966), deutsche Schauspielerin und SängerinTina Ruland (* 1966)

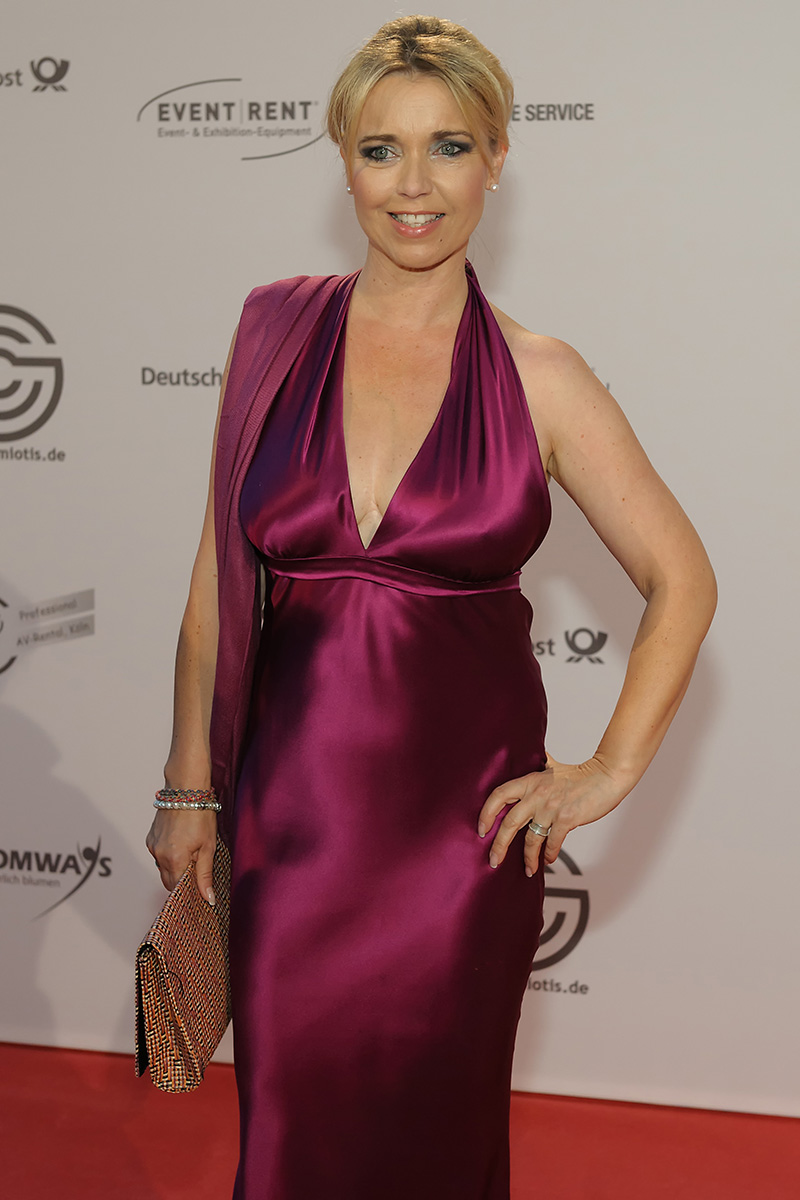
Tina Ruland (* 1966)

- Ruland, Wilhelm (1869–1927), deutscher Schriftsteller
- Rülander, Bernhard Hubert (1908–1997), deutscher Student der Universität Münster
- Rülander, Hermann (* 1960), deutscher Fußballtorhüter
- Ruländer, Matthias (* 1964), deutscher Fußballspieler

### Rulc
- Rulc, Oldřich (1911–1969), tschechischer Fußballspieler

### Rule
- Rule, Ann (1931–2015), US-amerikanische Autorin und ehemalige Polizistin
- Rule, Chanda, amerikanische Jazz- und Gospelsängerin und Theologin
- Rule, Jane (1931–2007), kanadische Autorin
- Rule, Janice (1931–2003), US-amerikanische Schauspielerin und Psychoanalytikerin
- Rule, Margaret (1928–2015), britische Archäologin
- Rule, Mark (* 1981), neuseeländischer Fußballschiedsrichterassistent
- Rule, Natalie (* 1996), australische Langstreckenläuferin
- Rülein von Calw, Ulrich (1465–1523), Humanist, Arzt, Mathematiker und Montanwissenschaftler
- Rules, Dick, US-amerikanischer MC
- Rulevičius, Pijus (* 1992), litauischer Eishockeyspieler
- Rulew, Juri, kasachischer Skispringen

### Rulf
- Rülf, Gutmann (1851–1915), deutscher Rabbiner
- Rülf, Isaak (1831–1902), deutscher Rabbiner und jüdischer Politiker
- Rülf, Moritz (1888–1942), deutscher Lehrer und jüdischer Prediger
- Rülf, Schlomo Friedrich (1896–1976), deutsch-israelischer Rabbiner und Schriftsteller
- Rulffs, Manfred (1935–2007), deutscher Ruderer
- Rulfo, Juan (1917–1986), mexikanischer Schriftsteller und DrehbuchautorJuan Rulfo (1917–1986)

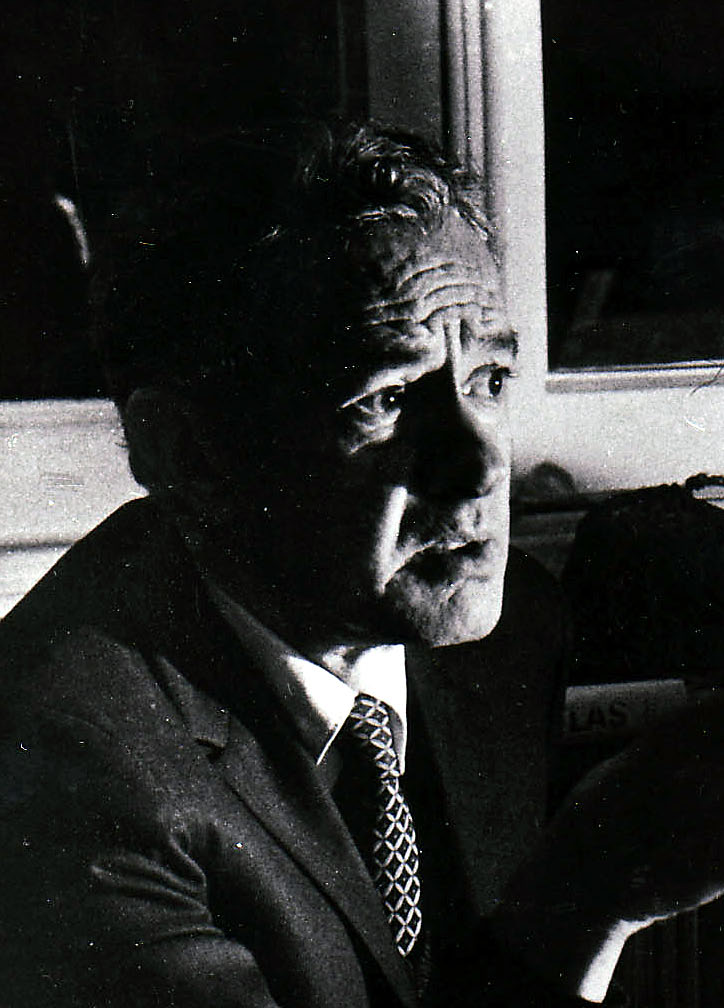
Juan Rulfo (1917–1986)

### Rulh
- Rulhière, Claude-Carloman de (1735–1791), französischer Historiker

### Ruli
- Ruli, Genc (* 1958), albanischer Politiker
- Rülicke-Weiler, Käthe (1922–1992), deutsche Dramaturgin und Theaterwissenschaftlerin
- Rulík, Radim (* 1965), tschechischer Eishockeytrainer
- Rulin, Olesya (* 1986), US-amerikanische Schauspielerin
- Rüling, Anna (1880–1953), deutsche Autorin und Journalistin
- Rüling, Georg Ernst von (1748–1807), deutscher Dichterjurist und Oberappellationsgerichtsrat
- Rüling, Louis Bernhard (1822–1896), deutscher evangelisch-lutherischer Theologe und Pfarrer
- Rulitz, Mathias (1805–1880), österreichischer Jurist und Politiker

### Rulj
- Ruljancic, Marija (1913–2024), australische Supercentenarian

### Rulk
- Rülke, Ernst (1813–1882), sächsischer Kammerfunktionär und Politiker
- Rülke, Ernst (1896–1964), deutscher Bildhauer und Hochschullehrer
- Rülke, Hans-Ulrich (* 1961), deutscher Politiker (FDP), MdLHans-Ulrich Rülke (* 1961)

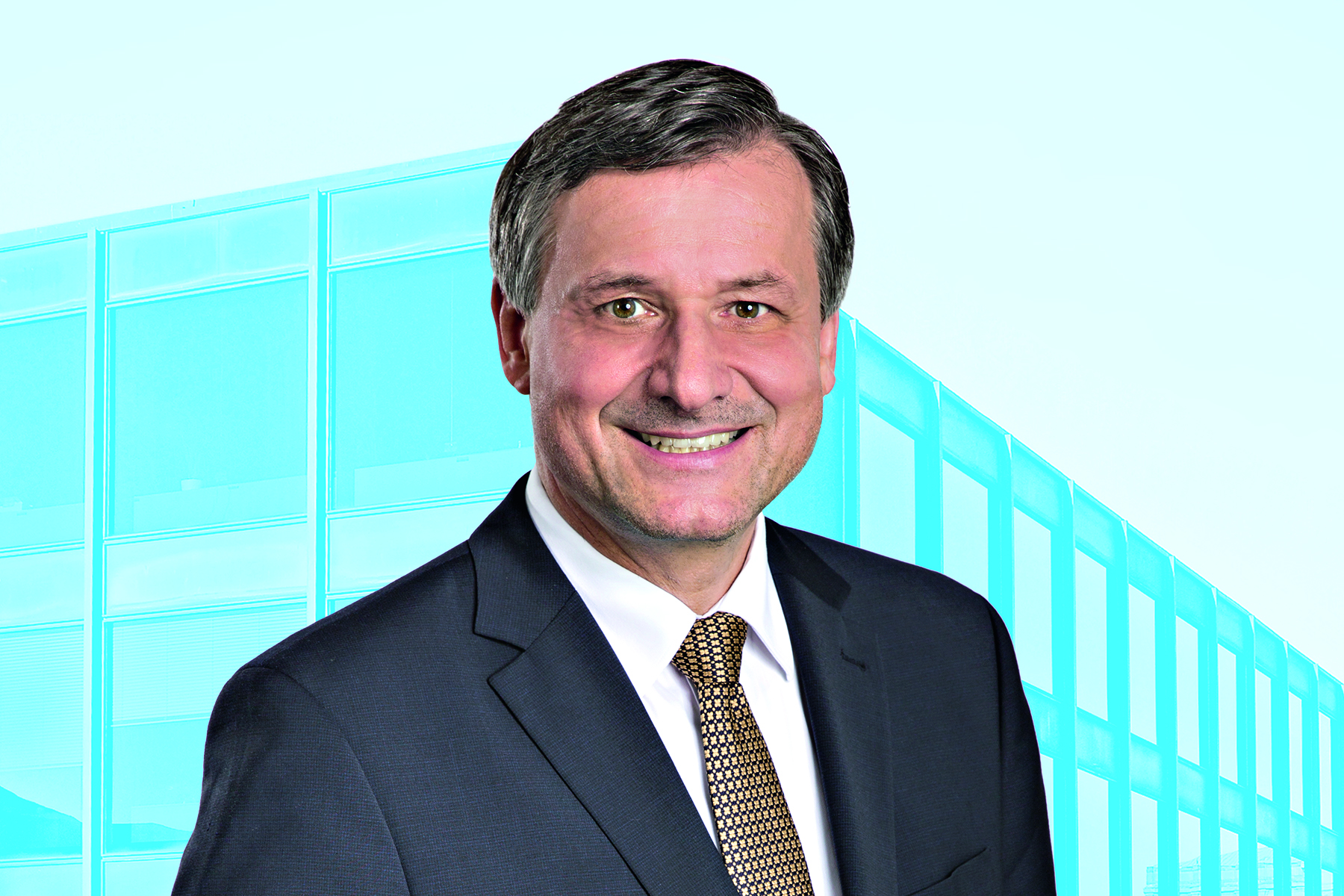
Hans-Ulrich Rülke (* 1961)

### Rull
- Rüll, Heiko (* 1979), deutscher Fernseh- und Drehbuchautor
- Rullán, Rafael (1952–2025), spanischer Basketballspieler
- Rulle, Andreas (1959–2008), deutscher Karikaturist
- Rulle, Johannes (1642–1713), Priester, Abt des Klosters Marienfeld
- Rüller, Anton (1864–1936), deutscher Bildhauer
- Ruller, Jesse van (* 1972), niederländischer Jazz-Gitarrist und Komponist
- Ruller, Tereza (* 1987), Kommunikationsdesignerin
- Ruller, Tomáš (* 1957), tschechischer Performance- und Multimediakünstler
- Rulli, Gerónimo (* 1992), argentinischer FußballspielerGerónimo Rulli (* 1992)

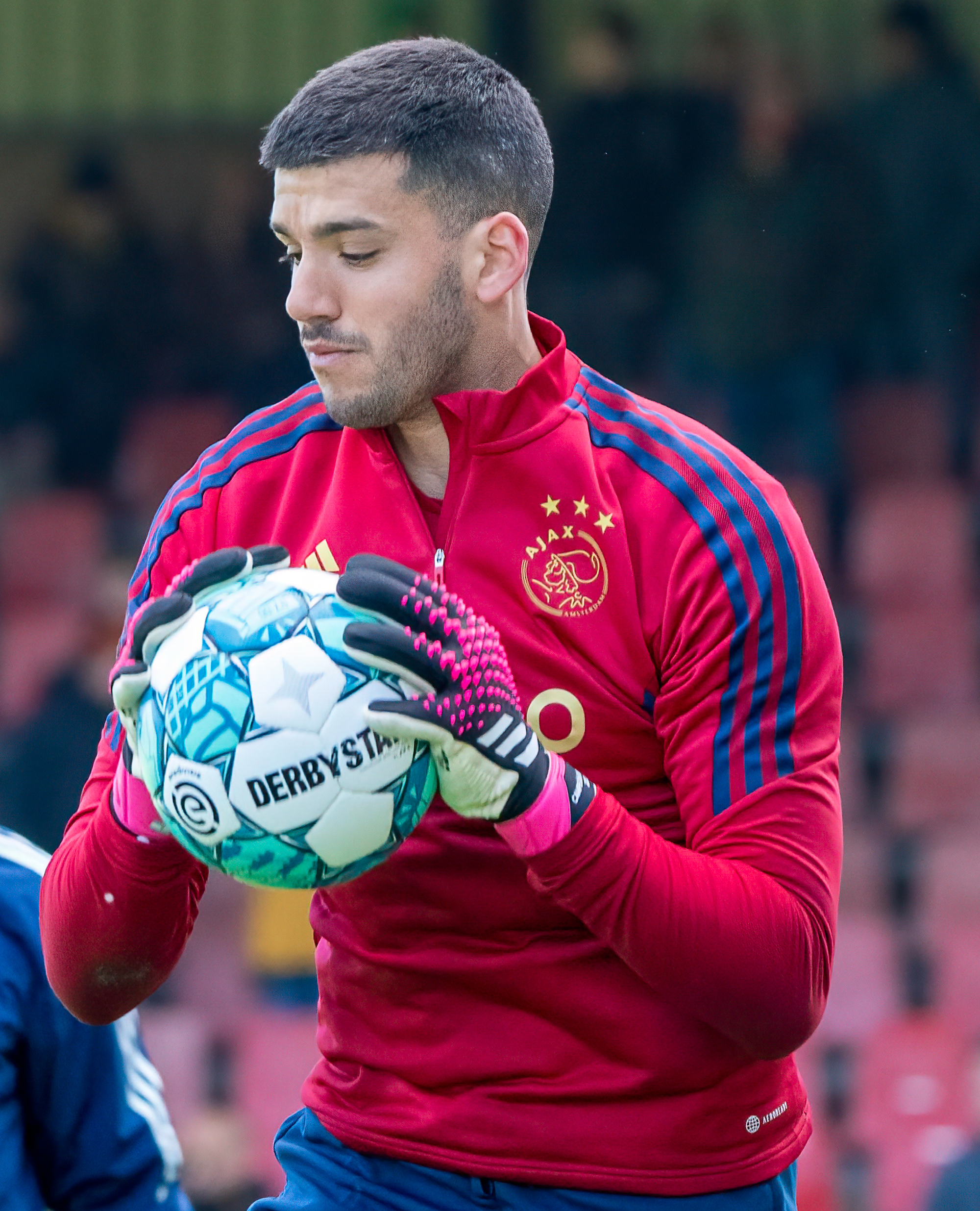
Gerónimo Rulli (* 1992)

- Rulli, Michael (* 1969), US-amerikanischer Politiker (Republikanische Partei)
- Rulli, Stefano (* 1949), italienischer Drehbuchautor und Dokumentarfilm-Regisseur
- Rullkötter, Jürgen (* 1948), deutscher Geochemiker und Hochschullehrer
- Rullmann, Hans-Peter (1934–2000), deutscher Journalist
- Rullmann, Jakob (1807–1884), deutscher evangelischer Theologe und Historiker
- Rullmann, Ludwig (* 1765), deutscher Maler
- Rullmann, Marit (* 1953), deutsche Schriftstellerin
- Rullmann, Wilhelm (1801–1865), Amtmann, Justizrat und nassauischer Landtagsabgeordneter
- Rullmann, Wilhelm (1841–1918), deutscher Lehrer, Journalist und Schriftsteller
- Rullo, Erminio (* 1984), italienischer Fußballspieler
- Rulloff, Edward (1819–1871), US-amerikanisch-kanadischer Linguist

### Rulo
- Ruloff, Dieter (* 1947), deutscher Politikwissenschaftler
- Rulon, Kelly (* 1984), US-amerikanische Wasserballspielerin
- Rulon-Miller, John (1939–2022), US-amerikanischer Autorennfahrer